# Maniero Lampugnani
Il Maniero Lampugnani è stato un edificio storico di Legnano. Era situato a Legnanello, tra la strada statale del Sempione e il fiume Olona, vicino alla chiesa di Santa Rita, all'incirca presso l'attuale largo Franco Tosi. È stato demolito nel 1927.

## Storia

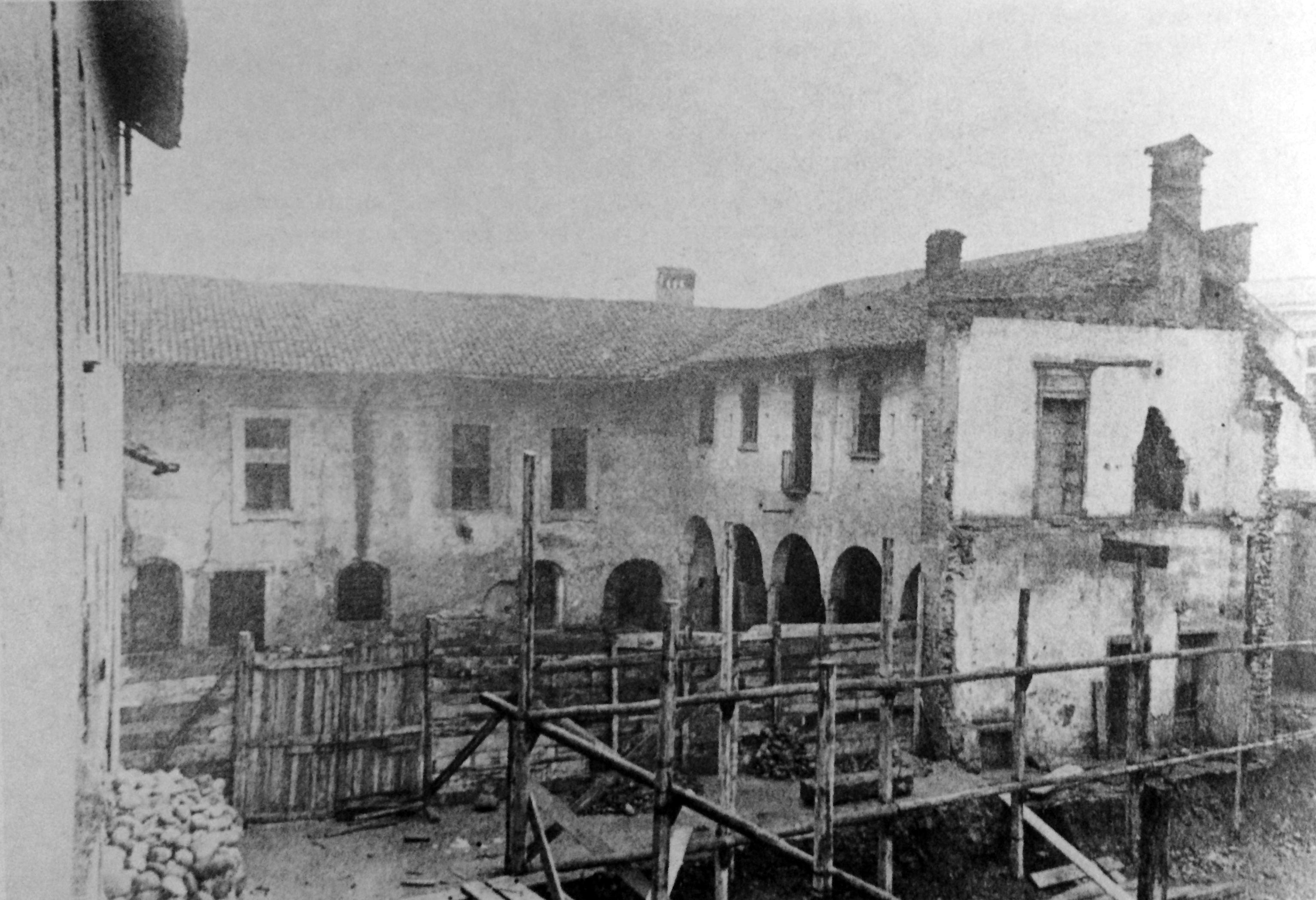
Il Maniero Lampugnani durante la sua demolizione (1927)

La prima notizia documentata di questa dimora gentilizia è datata 1419, quando Oldrado II Lampugnani la acquistò dalla nobile famiglia dei Vismara per 900 fiorini. Sull'atto di vendita l'edificio è denominato "casa magna"; nei secoli seguenti mutò nome in Maniero Lampugnani perché continuò ad essere posseduto, per diverse generazioni, dall'omonima famiglia. Sui documenti è spesso citata come "Domus Magna Legnanelli". Sull'atto notarile di compravendita possiamo leggere:
(Atto notarile di Lorenzo Martignoni, 9 maggio 1419)
In particolare, venne frequentemente abitato da Oldrado II, da suo fratello Maffiolio e dal figlio di quest'ultimo, Giovanni Andrea. Nel 1420, subito dopo essere stata acquistata da Oldrado II Lampugnani, la dimora fu completamente ristrutturata. Nel 1437 Oldrado II si trasferì al castello di Legnano, avuto in dono da Filippo Maria Visconti, e quindi il Maniero Lampugnani diventò residenza ufficiale di suo fratello Maffiolo Lampugnani.
Il Maniero Lampugnani è stato demolito nel 1927 per poter permettere uno degli ampliamenti del vicino Cotonificio Cantoni. Il comune di Legnano fece poi ricostruire l'antica dimora, conservandone lo stile architettonico, in corso Garibaldi, destinandola a museo civico della città. I soffitti lignei a cassettone, diverse colonne e alcuni camini in pietra appartenenti al Maniero Lampugnani furono reimpiegati nella nuova costruzione. Gli affreschi, invece, vennero staccati dalle pareti prima della demolizione e trasferiti alla Torre Colombera, dove sono conservati tuttora.

## L'edificio
Il Maniero Lampugnani, che era un edificio a due piani di grandi dimensioni a forma di corte, era provvisto di un giardino, con l'ingresso principale che dava su una strada che digradava verso il fiume. Sopra l'entrata principale del Maniero era collocato uno stemma in pietra della famiglia Lampugnani.
Al pian terreno era presente un dipinto ad affresco raffigurante, probabilmente, Giovanna Crivelli, nobildonna moglie di Maffiolo Lampugnani, mentre al primo piano le pareti interne erano decorate, sempre da affreschi, il cui soggetto era un motivo geometrico romboidale impreziosito da ghirlande di frutta e fiori e da un disegno centrale riproducente il Sole. Inoltre, sempre al primo piano, erano affrescati gli stemmi delle famiglie nobiliari dei Lampugnani e dei Crivelli che erano, come già accennato, imparentate.